# Elecciones generales de las Islas Feroe de 1912
Elecciones generales tuvieron lugar en el sur de las Islas Feroe el 2 de febrero de 1912. El Partido Unionista se mantuvo como el partido mayoritario en el Løgting, con 13 de los 20 escaños.

## Resultados
| Partido                   | Votos | %     | Escaños | +/– |
| ------------------------- | ----- | ----- | ------- | --- |
| Partido Unionista         | 459   | 52,34 | 13      | 0   |
| Partido del Autogobierno  | 365   | 41,62 | 7       | 0   |
| Independientes            | 53    | 6,04  | 0       | 0   |
| Total                     | 877   | 100   | 20      | 0   |
| Fuente: Election Passport |       |       |         |     |